# Khama Billiat
Khama Billiat (Harare, 19 de agosto de 1990) es un futbolista zimbabuense. Juega de centrocampista y su equipo es el Scotland F. C. de la Liga Premier de Zimbabue.

## Trayectoria
| Club              | País      | Año           |
| ----------------- | --------- | ------------- |
| CAPS United       | Zimbabue  | 2010          |
| Ajax Cape Town    | Sudáfrica | 2010-2013     |
| Mamelodi Sundowns | Sudáfrica | 2013-2018     |
| Kaizer Chiefs     | Sudáfrica | 2018-2023     |
| Yadah F. C.       | Zimbabue  | 2024          |
| Scotland F. C.    | Zimbabue  | 2025-presente |

## Palmarés

### Títulos nacionales
| Título                       | Club              | País      | Año  |
| ---------------------------- | ----------------- | --------- | ---- |
| Premier Soccer League        | Mamelodi Sundowns | Sudáfrica | 2014 |
| Copa de Sudáfrica            | Mamelodi Sundowns | Sudáfrica | 2015 |
| Copa de la Liga de Sudáfrica | Mamelodi Sundowns | Sudáfrica | 2015 |
| Premier Soccer League        | Mamelodi Sundowns | Sudáfrica | 2016 |

### Títulos internacionales
| Título                      | Club (*)          | Sede       | Año  |
| --------------------------- | ----------------- | ---------- | ---- |
| Liga de Campeones de la CAF | Mamelodi Sundowns | Alejandría | 2016 |

(*) Incluyendo la selección.

### Distinciones individuales
| Distinción                                         | Año  |
| -------------------------------------------------- | ---- |
| Novato del Año                                     | 2011 |
| Goleador del Ajax Cape Town                        | 2012 |
| Jugador de la Temporada de la PSL                  | 2016 |
| Jugador de la Temporada de los Jugadores de la PSL | 2016 |
| Centrocampista de la Temporada de la PSL           | 2016 |